# Fruitvale Station
Fruitvale Station is een Amerikaanse biografische film uit 2013 van regisseur en scenarist Ryan Coogler. De film is gebaseerd op het overlijden van Oscar Grant, een jongeman die op nieuwjaarsdag 2009 in Oakland (Californië) werd doodgeschoten door een politieagent van de Bay Area Rapid Transit (BART). De hoofdrollen worden vertolkt door Michael B. Jordan, Melonie Diaz, Kevin Durand en Chad Michael Murray.

## Verhaal
De film begint met beelden van de echte Oscar Grant, die op nieuwjaarsdag 2009 aan het metrostation Fruitvale gearresteerd wordt door politieagenten van de Bay Area Rapid Transit (BART). De rest van de film volgt de jongeman tijdens de laatste dag in zijn leven.
Oscar Grant heeft ruzie met zijn vriendin Sophina omdat hij opnieuw ontrouw is geweest. Later probeert hij tevergeefs zijn oude baan bij de kruidenier terug te krijgen. Even overweegt hij om marijuana te verkopen, maar uiteindelijk besluit hij zijn voorraad drugs te dumpen. Op een verjaardagsfeestje van zijn moeder vertelt hij dat hij van plan is om via de Bay Area Rapid Transit naar San Francisco te reizen om er Nieuwjaar te vieren en naar het vuurwerk te kijken.
Op de terugreis wordt Grant herkend door Katie, een klant uit de kruidenierszaak waar hij gewerkt had. Ze roept zijn naam, waarna hij ook herkend wordt door een ex-gedetineerde met wie hij in de gevangenis had gezeten. De man probeert Grant aan te vallen, waardoor de BART-politie tussenbeide komt. Tussendoor wordt hij gebeld door Sophina, die te horen krijgt dat alles in orde is.
Op het perron wordt Grant vastgehouden en in de rug geschoten door een agent. Hij wordt naar het ziekenhuis gebracht, maar sterft niet veel later.

## Rolverdeling
- Michael B. Jordan – Oscar Grant III
- Octavia Spencer – Wanda Johnson
- Melonie Diaz – Sophina Mesa
- Ahna O'Reilly – Katie
- Kevin Durand – Officer Caruso
- Chad Michael Murray – Officer Ingram
- Ariana Neal – Tatiana
- Caroline Lesley – Steph
- Jonez Cain – Danae

## Achtergrond

### Productie
Regisseur Ryan Coogler studeerde nog toen Oscar Grant III op nieuwjaarsdag 2009 werd doodgeschoten door een politieagent. Als een gevolg besloot hij om een film te maken over de laatste dag uit Grants leven. Via een gezamenlijke vriend kwam hij vervolgens in contact met John Burris, de advocaat van de familie Grant. Na het winnen van hun vertrouwen werkte uiteindelijk ook de familie mee aan Cooglers filmproject.
In januari 2011 ging het productiebedrijf van acteur Forest Whitaker op zoek naar getalenteerde filmmakers. Coogler had een gesprek met Nina Yang Bongiovi, hoofd van het productiebedrijf, en stelde zijn ideeën voor. Nadien ontmoette hij ook Whitaker, die besloot om Fruitvale te verfilmen. Het project kwam mede tot stand dankzij subsidies van de Feature Film Program (FFP) en de San Francisco Film Society.
Michael B. Jordan was Cooglers eerste keuze voor het hoofdpersonage. In april 2012 werd Octavia Spencer aan de cast toegevoegd. De opnames, die twintig dagen duurden, gingen in juli 2012 van start in Oakland (Californië). Er werden scènes opgenomen in en rond de metrohalte waar Grant werd doodgeschoten. De productie kreeg van de Bay Area Rapid Transit toestemming om drie nachten in het metrostation te filmen. Eén flashbackscène werd opgenomen in San Quentin State Prison, waar gedetineerden als figurant werden ingeschakeld.
De film ging op 19 januari 2013 in première op het Sundance Film Festival. De titel luidde toen nog Fruitvale, wat later Fruitvale Station werd. Op het festival won de film zowel de jury- als publieksprijs. Na de première probeerden verscheidene filmstudio's de distributierechten in handen te krijgen. Uiteindelijk betaalde The Weinstein Company zo'n 2 miljoen dollar voor de rechten. Op 12 juli 2013 volgde de première voor het grote publiek.
Fruitvale Station kreeg overwegend positieve recensies. De film werd door de American Film Institute (AFI) uitgeroepen tot een van de tien beste films van het jaar. Op het filmfestival van Cannes won de prent de Prix de l'Avenir d'Un Certain Regard.

### Trivia
- Fruitvale Station is de eerste samenwerking tussen regisseur Ryan Coogler en acteur Michael B. Jordan. De twee werkten in 2015 ook samen aan de sportfilm Creed.

- Fruitvale Station wordt door Billie Eilish genoemd als haar lievelingsfilm.